# Euphyia othoprorata
Euphyia othoprorata là một loài bướm đêm trong họ Geometridae.